# Var glad, för Kristus lever
Var glad, för Kristus lever är en psalm med text skriven 1976 av Tore Littmarck och musik skriven 1575 av Johann Steuerlein. Första versen är hämtad ur Johannesevangeliet 12:24 och Lukasevangeliet 24:5-6. Andra versen är hämtad ur Efesierbrevet 4:1-6.

## Publicerad i
- Herren Lever 1977 som nummer 878 under rubriken "Kyrkans år - Påsktiden".[2]
- Psalmer och Sånger 1987 som nummer 521 under rubriken "Kyrkoåret - Påsk"[3]
- Segertoner 1988 som nr 458 under rubriken "Ur kyrkoåret - Jesu uppståndelse - påsken".[1]
- Verbums psalmbokstillägg 2003 som nummer 743 under rubriken "Påsk".